# The Lure of the Gown
The Lure of the Gown est un film muet américain réalisé par D. W. Griffith, sorti en 1909.

## Synopsis
Une immigrée italienne repousse son ancien amoureux qui l'avait abandonnée.

## Fiche technique
- Titre : The Lure of the Gown
- Réalisation et scénario : D. W. Griffith
- Société de production et de distribution : American Mutoscope and Biograph Company[1]
- Photographie : Arthur Marvin et G. W. Bitzer
- Pays :  États-Unis
- Format[2] : Noir et blanc - Muet - 1,33:1 ou 1,37:1[3] - 35 mm[3],[4]
- Longueur de pellicule : 547 pieds (167 mètres[4])
- Durée : 6 minutes (à 16 images par seconde)[2]
- Date de sortie : 15 mars 1909

## Distribution
Les noms des personnages proviennent de l'Internet Movie Database.
- Florence Lawrence : Veronica
- Charles Inslee : le deuxième prétendant
- Mack Sennett : une personne qui danse
- Marion Leonard : Isabelle
- Vivian Prescott
- Owen Moore : l'homme riche
- Edwin August
- Arthur V. Johnson : une personne qui danse
- Harry Solter : Enrico[5]
- Linda Arvidson : la femme riche[5]
- John R. Cumpson : un homme dans la rue / une personne qui danse[5]
- Adele DeGarde : l'enfant dans la rue[5]
- Anita Hendrie : la partenaire de Veronica[5]
- David Miles : le majordome / un homme dans la rue[5]
- Herbert Prior : un homme dans la rue[5]
- Dorothy West : une personne qui danse[5]

## Autour du film
Les scènes du film ont été tournées les 9, 10 et 18 février 1909 à Fort Lee, dans le New Jersey.
À sa sortie, le film a été présenté sur la même bobine que I Did It, Mama et des copies existent encore aujourd'hui.